# Stigmoplusia antsalova
Stigmoplusia antsalova är en fjärilsart som beskrevs av Claude Dufay 1968. Stigmoplusia antsalova ingår i släktet Stigmoplusia och familjen nattflyn. Inga underarter finns listade i Catalogue of Life.